# آرتشي كريستي
أرشيبالد كريستي (بالإنجليزية: Archie Christie)‏ (30 سبتمبر 1889-20 ديسمبر 1962) جندي ورجل أعمال بريطاني. كان الزوج الأول لـ أغاثا كريستي. وانضم إلى سلاح الطيران الملكي وشارك في الحرب العالمية الأولى. لقد خدع زوجته مع نانسي نيل، وهي كاتبة في شركة التأمين التي كان يعمل فيها. قدم طلبا للطلاق في أبريل 1928 وتزوج من عشيقته.